# Vulpes pallida
Лисиця бліда, або африканська (Vulpes pallida) — вид родини псових (Canidae), ряду хижих. Поширений у напівпосушливих, піщаних і кам'янистих районах Африки, що межують на півночі з Сахарою, а на півдні — з вологими саванами. Можуть проживати поблизу людського житла і культивованих полів.

## Морфологія
Морфометрія. Довжина голови й тіла: 406—455 мм, хвіст: 270—286 мм, вага: 1.5—3.6 кг.
Опис. Верхня частина тіла блідо-піщано-коричнювата, дещо залита чорнуватим кольором, боки блідіші і низ буро-жовто-білий. Хвіст довгий і пухнастий.

## Поведінка
Нори великі, з тунелями, що простягаються на 10-15 метрів і відкриваються в камери, встелені сухою рослинністю. Веде в основному нічний спосіб життя. Поживою для V. pallida є гризуни, невеликі рептилії, птахи, яйця та рослинний матеріал. Живе громадами.

## Загрози та охорона
Основні загрози невідомі, хоча переслідування через крадіжки курей можуть мати місце. Ймовірно знаходиться в охоронних районах, але перевіреної інформації про це нема.

## Підвиди
- Vulpes pallida pallida
- Vulpes pallida cyrenaica
- Vulpes pallida edwardsi
- Vulpes pallida harterti
- Vulpes pallida oertzeni